# Prima Lega (pallacanestro)
La Prima Lega è il terzo livello su 6 del campionato svizzero maschile di pallacanestro. È l`ultimo campionato a livello nazionale in Svizzera. È suddiviso in 2 gironi, est ed ovest.

## Storia

### Denominazioni
- dal 1933 al 2016: Prima Lega
- dal 2016: NL1

## Albo d'oro
- 1994-95: CVJM Birsfelden Basketball
- 1995-96:  Villars Basket
- 1996-97: Marly Basket
- 1997-98: AB Viganello
- 1998-99:  BBC Lausanne
- 1999-00: Echallens BBC
- 2000-01:  Bern Giants
- 2001-02: Bernex Onex Basket
- 2002-03:  SAV Vacallo
- 2003-04: Reussbühl Rebels
- 2004-05: Chêne Basket
- 2005-06: Etoile Sportive Vernier
- 2006-07: STV Luzern Basket
- 2007-08:  Acad. Fribourg
- 2008-09: Denti Della Vecchia-Lugano
- 2009-10:  Bern Giants
- 2010-11:  BBC Nyon U-23
- 2011-12:  Goldc. Wallabies
- 2012-13: Ovronnaz-Martigny Basket
- 2013-14: Chêne Basket
- 2014-15:  Lugano Tigers U23
- 2015-16: Blonay Basket
- 2016-17: Lions du Grand-Saconnex U23
- 2017-18: Blonay Basket
- 2018-19: Val-de-Ruz Basket
- 2019-20: non assegnato
- 2020-21: non assegnato
- 2021-22: Bernex Basket
- 2022-23:  Vevey Riviera U23
- 2023-24:  Lugano Tigers U23
- 2024-25:  Vevey Riviera

### MVP
Aggiornato al 2 maggio 2025
| Stagione  | MVP finali              |
| --------- | ----------------------- |
| 2016-2017 | Eliott Kübler           |
| 2017-2018 | Ismaïl Conus            |
| 2018-2019 | Fahri Breca             |
| 2019-2020 | -                       |
| 2020-2021 | -                       |
| 2021-2022 | Guillaume Bourgeois     |
| 2022-2023 | Trey Motombo            |
| 2023-2024 | Massimiliano Dell'Acqua |
| 2024-2025 | Dakota Gillespie        |